# Chiesa di San Giovanni Battista (Caldogno)

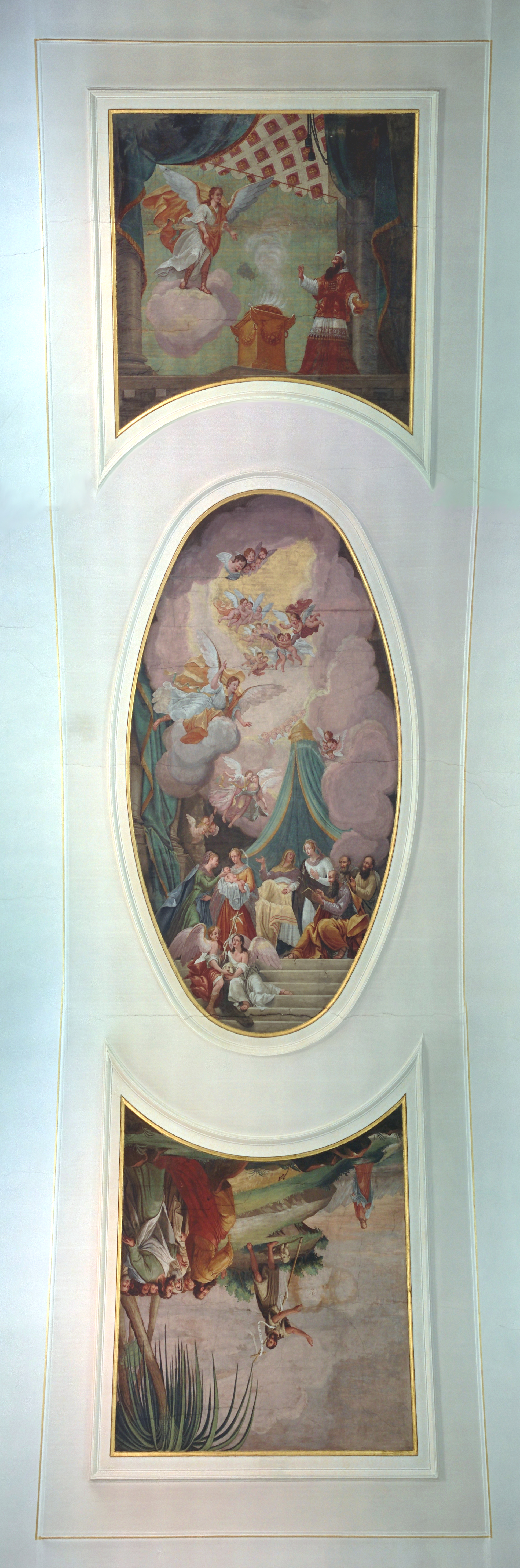
Affreschi nel soffitto della chiesa. I primi tre rappresentano (dall'alto verso il basso): l'annunciazione a Zaccaria della nascita del figlio, la nascita di san Giovanni Battista e la figura del santo.

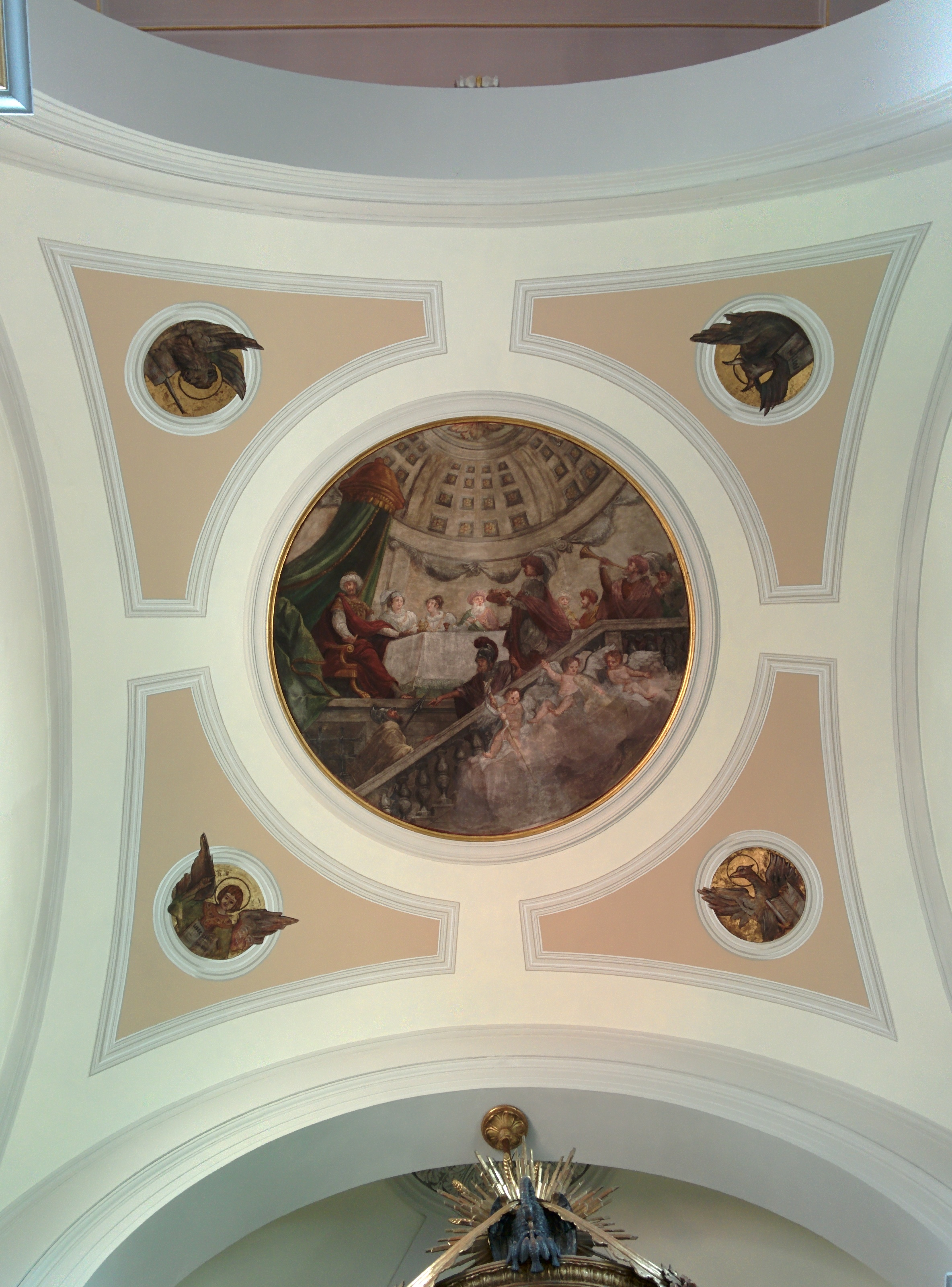
Affreschi nel soffitto della chiesa. Il quarto raffigura l'immagine del banchetto di Salomé.

La chiesa di San Giovanni Battista è la parrocchiale di Caldogno in provincia e diocesi di Vicenza; fa parte del vicariato di Castelnovo-Malo.

## Storia
Nei primi anni settanta, durante la sistemazione dell'impianto di riscaldamento, si scoprirono vari frammenti di muri che indussero un'accurata opera di scavo che portò alla luce una serie di resti di pavimentazione su diversi livelli. Ciò ha permesso di ricostruire parzialmente la storia della chiesa fino al 1818, anno in cui venne costruita la struttura che corrisponde all'odierna navata centrale.
La datazione, naturalmente, è ardua dal momento che mancano graffiti o elementi decorativi e i mattoni con cui sono fatti i muri sono sia ben sagomati e squadrati (indice di un periodo florido) sia rozzi e di creta mista (tipici invece di periodi più poveri).
In generale le prime due fasi della chiesa sembrerebbero anteriori alla chiesetta di San Michele, la cui origine sembra risalire alla seconda metà del VII secolo.

### Le varie ricostruzioni: V, VI e X secolo
Il più basso livello scoperto corrisponde a un'aula rettangolare con l'abside rivolta a oriente (com'era tipico per le chiese dell'epoca) che costituiva, con tutta probabilità, la chiesa primitiva databile alla prima metà del V secolo. Era posta a un livello di -180 cm rispetto a quello del pavimento attuale; al centro dell'abside sorgeva il piccolo altare rettangolare di circa 1 m di larghezza e 80 cm di profondità. Il pavimento era composto di cocciopesto misto a malta e non presentava un andamento orizzontale uniforme ma appariva molto ondulato, indice di abbondanti cedimenti dovuti al terreno sottostante molto molle per l'acqua che si infiltrava.
Il livello successivo, separato da uno strato di ghiaia dal precedente, è a circa -160 cm e venne costruito probabilmente a seguito di un'alluvione o di una devastazione dell'edificio che portò alla scelta dei mattoni come materiale costruttivo. Tale distruzione è probabilmente dovuta ai barbari o a una guerra gotica della metà del VI secolo. La mancanza di mattoni sopra la vecchia abside, limitatamente all'area sopra la navata, fa pensare che questa ricostruzione abbia cambiato l'orientamento della navata introducendo la direzione nord-sud.
Un terzo rifacimento potrebbe essere avvenuto alla metà del X secolo a seguito delle devastazioni ungare, mentre in un tempo successivo l'aula aveva una forma quadrata con lato di 4 m.

### La chiesa nel XVI secolo e il rifacimento nel 1648-1650
Su come sia stata la chiesa fra il X secolo e il 1648 si hanno poche informazioni che provengono tutte dalle relazioni redatte dai vescovi dopo la visita pastorale.
Nel 1530 la sacrestia non esisteva e i vestiti venivano conservati in canonica e, vista la mancanza di un recinto intorno al cimitero, il vescovo impone la costruzione di un muretto, pena il divieto di seppellire i defunti.
Nel 1561 le indicazioni date dalla precedente visita pastorale erano state eseguite, ma entro il mese di maggio doveva essere messo un coperchio sopra la vasca del battistero e alcuni arredi sacri dovevano essere rifatti.
Nel 1582 sono consigliati numerosi interventi sugli altari laterali, all'epoca cinque: l'altare maggiore non consacrato, un altare laterale del Corpo di Cristo (la cui mensa si consigliava di adattarla ad altri ambiti), l'altare della Vergine non consacrato, quello di San Rocco (che si ordina di togliere, trasferendo il titolo), quello di Sant'Antonio (per il quale, visto il trasferimento del titolo deve essere procurata una pala raffigurante i due santi).
Deve essere sistemato il campanile, rifatta la copertura della chiesa, riparata la base della chiesa per prevenire allagamenti e le porte devono essere rese più sicure.
Il 7 giugno 1648 viene in visita il cardinale Marco Antonio Bragadino. In tale anno la chiesa ha solo tre altari che si trovano in situazioni precarie, la chiesa è troppo bassa e poco profonda e all'altare maggiore devono essere sopraelevate le colonne e il basamento per dare una forma migliore alla pala. Il cimitero davanti e ai lati della chiesa e il campanile non ricevono critiche. In seguito a tale visita venne deciso di rifare la chiesa.
I lavori portarono al rifacimento dell'altare maggiore e all'acquisto del tabernacolo, ancora oggi presente, con i due angeli ai lati e altri due più piccoli che sono andati perduti. Venne rifatta la facciata acquistando le cinque statue ancor oggi presenti. La chiesa venne danneggiata durante le incursioni napoleoniche lasciando il posto a quella costruita nel 1818.

### La struttura attuale
La struttura attuale prende origine dalla navata centrale, costruita nel 1818, che costituiva la chiesa di allora.
Già verso la fine del XIX secolo la chiesa non aveva le dimensioni idonee per il numero di fedeli e il comune incaricò l'ingegnere Ferruccio Cattaneo di studiarne un ampliamento che si concretizzò nel 1907 con l'aggiunta di una delle due navate laterali (quella occidentale) previste dal progetto. Fu solo nel 1935 che tale progetto si completò dal momento che, per aggiungere la navata orientale, serviva l'abbattimento del campanile, della sacrestia e di altri palazzi vicini. Già nel 1937 l'inventario parrocchiale lamenta un'insufficienza di spazi: «Ha una superficie di m² 525 compreso il coro-presbiterio; ha una capacità di n. 1.500 persone. Non è ancora sufficiente per la popolazione attuale».
La struttura venne spesso ritoccata nel corso del XX secolo sia per ampliarla e restaurarla, ma anche per riassestarla dopo il terremoto del Friuli del 1976.
Nel 1990 venne gettata una nuova pavimentazione che portò allo stesso livello le tre navate progettate da Cattaneo agli inizi del Novecento.

## Descrizione

### La facciata
La facciata è simmetrica rispetto alla porta principale ed è divisa in tre settori che corrispondono alle tre navate.
Il settore principale è a sua volta suddiviso in tre parti da quattro lesene ioniche che poggiano su di un unico alto basamento e che sembrano reggere il grande frontone triangolare forgiato a dentelli ornamentali con, sugli angoli, tre statue seicentesche (quella al centro raffigura la Vergine Assunta, mentre ai lati due sante). Nella parte centrale è presente la porta con sovrastante un frontoncino e sopra di esso una cornice, ora vuota, che recava un'iscrizione:
(Iscrizione un tempo presente sulla facciata)
Negli intercolumni laterali sono presenti due nicchie contenenti le statue seicentesche dei santi benedettini Mauro e Placido.
Nei due settori laterali, leggermente rientranti, sono presenti due finte porte simili a quella principale che però non corrispondono a dei veri ingressi.

### L'interno

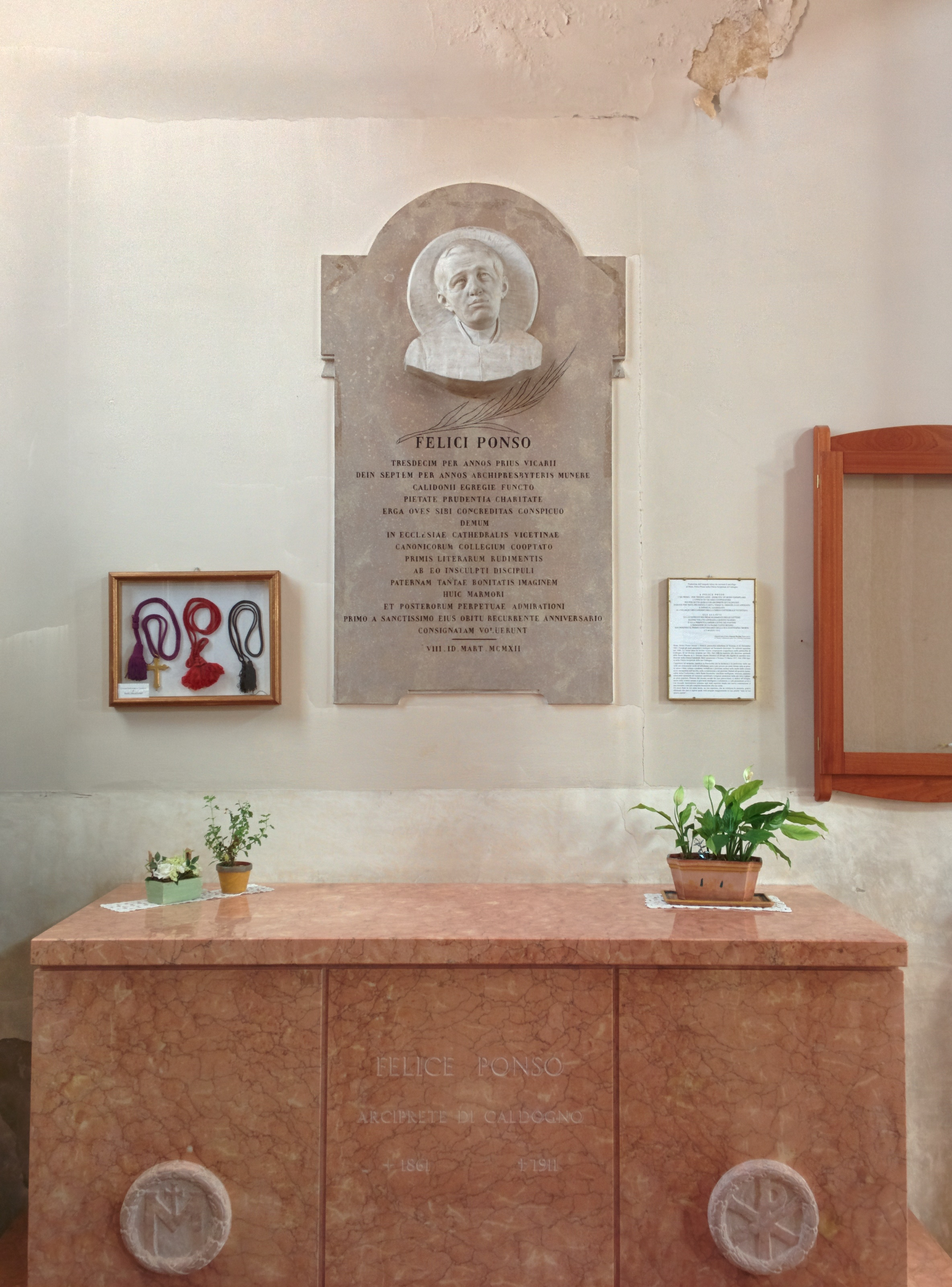
Epigrafe e sepolcro del parroco don Felice Ponso nella chiesa di San Giovanni Battista a Caldogno, in provincia di Vicenza

L'altare originario è addossato, seppure leggermente staccato, alla parete di fondo; ai lati sono presenti due simmetrici angeli di pietra seicenteschi che reggono un candeliere ciascuno. Gli altari laterali sono solo tre perché uno degli scomparti è in uso come battistero. I due altari del versante occidentale sono dedicati alla Madonna del Rosario e a San Luigi Gonzaga, mentre l'unico del versante orientale a San Giuseppe.
Sempre nella navata di destra è presente il sepolcro contenente le ossa di Felice Ponso, parroco di Caldogno dal 1901 al 1908 e la sovrastante iscrizione commemorativa:
(Iscrizione presente nella controfacciata della navatella destra, sopra il sepolcro)
All'interno sono presenti anche il busto e la lapide di Giovanni Battista Caldogno
(Epigrafe vicino al busto)
Il presbiterio è rialzato di due gradini di marmo bianco e dal soffitto pende sopra l'altare un ciborio con una figura del dio pellicano.

## Arte

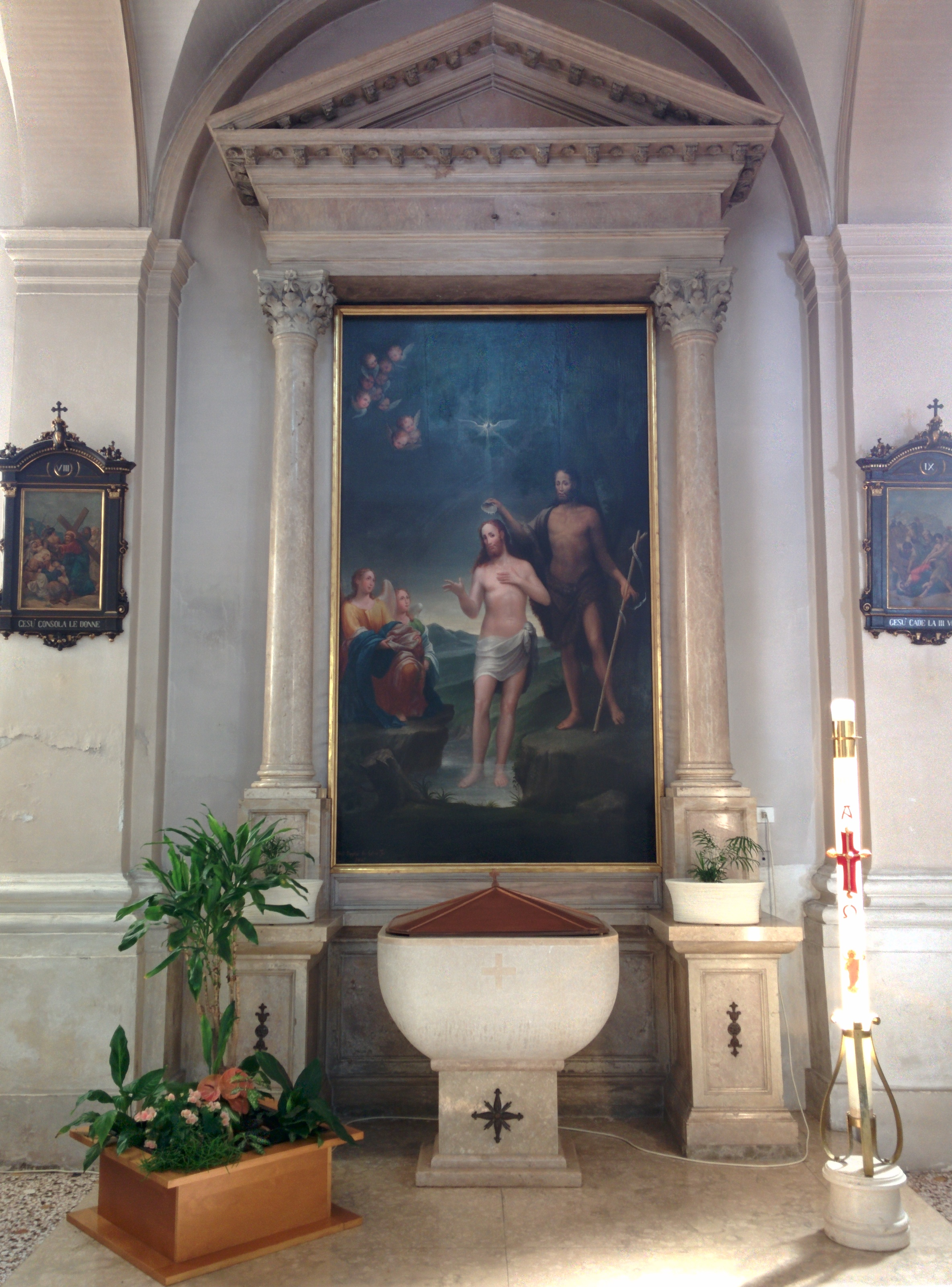
Battistero e pala raffigurante il Battesimo di Cristo di Giuseppe Poppini

### Gli affreschi
Tutto il soffitto della navata maggiore è dipinto con una serie di quattro affreschi che rappresentano quattro tappe importanti nella vita del santo patrono: Giovanni Battista. Vicino all'ingresso è presente l'annunciazione a Zaccaria della nascita del figlio, al centro della navata è raffigurata la nascita, nel terzo riquadro la figura di Giovanni Battista e sopra il presbiterio l'immagine del banchetto durante il quale Salomè ricevette su di un vassoio d'argento la testa di colui che rinfacciò a lei a e sua madre le colpe commesse: Giovanni Battista. Autore di tale opera, nel 1839, sembra essere Giuseppe Poppini di Schio la cui firma, però, è presente solo nell'ultimo riquadro.

### Le tele
Delle tre le grandi opere su tela presenti nella chiesa, solo una è rimasta: il Battesimo di Cristo di Giuseppe Poppini, appesa sullo sfondo del battistero.
Le due scomparse sono: la pale dell'altare della Madonna e i quindici misteri del Rosario che circondavano l'altare stesso. Entrambe andarono distrutte nel 1952.

## Il campanile

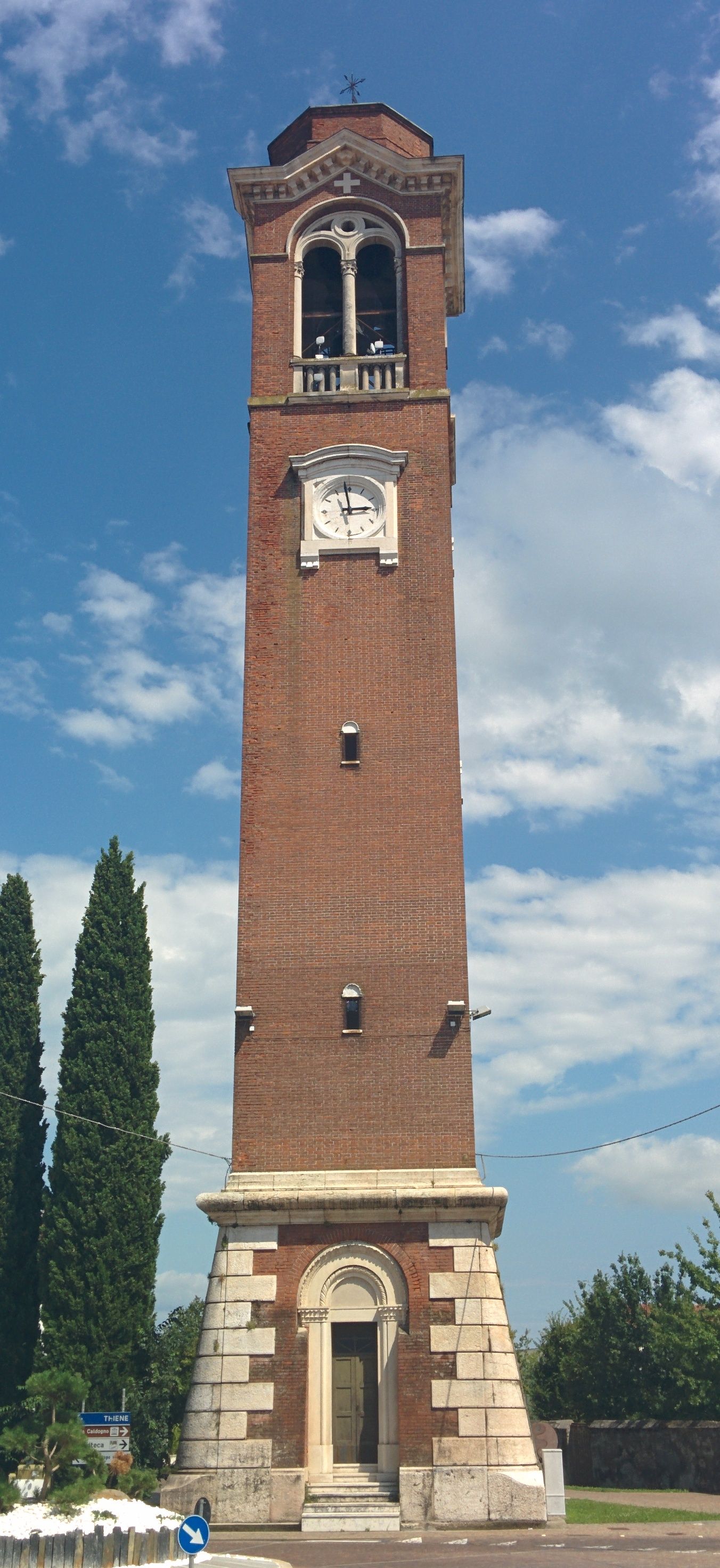
Il campanile

### I primi due campanili
Il campanile primitivo era già presente durante il rifacimento della chiesa del 1648-50 dal momento che era considerato pericolante già agli inizi del Seicento. Venne demolito nel 1710.
Il secondo campanile fu costruito dal Muttoni in un'epoca ignota. In base a una perizia fatta il 20 agosto 1858 risultava pericoloso e malmesso e questo comportò alcuni lavori di consolidamento e l'aggiunta di un parafulmini.
Secondo una relazione alla Commissione Diocesana per l'Arte Sacra del 17 settembre 1935, il campanile aveva una base quadrata di 4,64 m e un'altezza di 33 m.
Il campanile venne quindi abbattuto per la costruzione della navata orientale, secondo il progetto di ampliamento ideato da Ferruccio Cattaneo nel 1905.

### Il campanile attuale
La costruzione dell'attuale, e terzo, campanile cominciò nel 1910, ma i lavori procedettero piuttosto lenti e la benedizione avvenne il 1952 per opera del vescovo Carlo Zinato. Già nel 1912 si erano raggiunti i 20 metri di altezza.
Secondo una relazione alla Commissione Diocesana per l'Arte Sacra del 17 settembre 1935, il campanile aveva una base quadrata di 8 m e un'altezza di 33 m.
Più volte, in seguito ai danni del terremoto del 1976 e di un uragano nel 1983, il campanile ha subito rifacimenti delle coperture.

### Le campane
Secondo una relazione alla Commissione Diocesana per l'Arte Sacra del 12 aprile 1941, le campane erano quattro: una, la minore, del 1922 e del peso di un quintale circa e tre del 1896. Di queste:
- la minore, del peso di 5 quintali e riporta: «Ecce crucem Domini, fugite partes adversae. - Fiat pax in virtute tua. - A peste, fame et bello libera nos, Domine. - Soli Deo honor et gloria. - Venite adoremus»;
- la mediana, 8 quintali di peso e riporta: «Audi, Domine, vocem populi tui, libera eum ab omni malo. - Sit nomen Domini benedictum. - Properate gentes, audite verbum Dei. - Vox Domini super aquas multas. - Vox Domini in virtute. - Vox Domini in magnificentia»;
- la più grande, pesante 12 quintali e riporta: «Laudo Deum verum, plebem voco, congrego clerum, defunctos ploro, nimbum fugo, festaque honoro. - Venite fili, audite me. - A peste, fame et bello libera nos, Domine. - A fulgure et tempestate libera nos, Domine. - In te Domine speravi, non confundar in aeternum».[29]